# Regió de Huancavelica
Huancavelica és una regió del Perú. Limita al nord amb la Regió de Junín; al sud i est amb les regions d'Ayacucho i Ica; i a l'oest amb la Regió de Lima.

## Divisió administrativa
La regió es divideix en set províncies:
- Huancavelica
- Acobamba
- Angaraes
- Castrovirreyna
- Churcapampa
- Huaytará
- Tayacaja